# 目加田さくを
目加田 さくを（めかだ さくお、女性、1917年(大正6年)2月1日 - 2010年(平成22年)12月20日）は、国文学者。平安時代文学が専門。学位は、文学博士（大阪大学・論文博士・1962年）（学位論文「物語作家圏の位相及び教養よりみたる物語の形成」）。福岡女子大学名誉教授。勲三等宝冠章受章。

## 経歴
1917年、福岡県大野城市生まれ。旧姓・瀬利。本名・サクヲ。1941年九州帝国大学法文学部国文科を卒業する。
卒業後は九州帝国大学副手、1945年山口女子専門学校教授、福岡県女子専門学校教授、1950年福岡女子大学助教授、教授を務める。1962年「物語作家圏の位相及び教養よりみたる物語の形成」で大阪大学より文学博士の学位を取得。1982年福岡女子大学名誉教授、梅光女学院大学教授。

## 受賞・栄典
- 1981年：福岡県功労賞受賞。
- 1989年秋：勲三等宝冠章受勲。

## 家族・親族
- 夫：目加田誠は中国文学者。

## 著書
- 『平仲物語新講』 武蔵野書院、1958
- 『平仲物語論』増訂版、武蔵野書院、1958
- 『物語作家圏の研究 その位相及び教養より見たる物語の形成』 武蔵野書院、1964 のち増訂版、パルトス社
- 『源氏物語論』 笠間書院 笠間叢書、1975
- 『枕草子論』 笠間書院 笠間叢書、1975
- 『大鏡論 漢文芸作家圏における政治批判の系譜』 笠間書院 笠間叢書、1979
- 『私家集論』1－2 笠間書院 笠間叢書、1991-1995
- 『平安朝サロン文芸史論』 風間書房、2003
- 『世界小説史論』 木星舎、2010

### 共著
- 『東西女流文芸サロン 中宮定子とランブイエ侯爵夫人』 百田みち子共著 笠間書院 笠間選書、1978
- 『花萬葉』 川口小夜子写真 海鳥社、1997

### 校訂など
- 『平仲物語』 冷泉為相筆 註　武蔵野書院、1957
- 『金葉和歌集』 源俊頼撰 校訂　西日本国語国文学会翻刻双書刊行会、1966
- 『平仲物語 全訳注』 講談社学術文庫、1979
- 『源重之集・子の僧の集・重之女集全釈』 風間書房 私家集全釈叢書、1988
- 『本院侍従集全釈』 中嶋真理子共著、風間書房 私家集全釈叢書、1991
- 『橘為仲朝臣集全釈』 好村友江,中嶋眞理子共著、風間書房 私家集全釈叢書、1998
- 『小侍従集全釈』 中井一枝,堀志保美共注釈、新典社注釈叢書、2005